# All-Star Game de la NBA 1969
El 19º All-Star Game de la NBA de la historia se disputó el día 14 de enero de 1969 en el Baltimore Civic Center de la ciudad de Baltimore, Maryland. El equipo de la Conferencia Este estuvo dirigido por Gene Shue, entrenador de Baltimore Bullets y el de la Conferencia Oeste por Richie Guerin, de Atlanta Hawks. La victoria correspondió al equipo del Este, por 123-112, siendo elegido MVP del All-Star Game de la NBA el base de los Cincinnati Royals Oscar Robertson, por tercera y última vez en su carrera, que consiguió 24 puntos, 6 rebotes y 5 asistencias. Además de Robertson, otros cinco jugadores del Este acabaron en dobles figuras, destacando los 22 puntos de Earl Monroe, que desplegó su habitual juego espectacular.

## Estadísticas

### Conferencia Oeste
| CONFERENCIA OESTE             |                                                |                                                |                                                |                                                |                                                |                                                |                                                |                                                |
| Jugador, Equipo               | MIN                                            | TCA                                            | TCI                                            | TLA                                            | TLI                                            | REB                                            | AST                                            | PTS                                            |
| Elgin Baylor, Los Angeles     | 32                                             | 5                                              | 13                                             | 11                                             | 12                                             | 9                                              | 5                                              | 21                                             |
| Don Kojis, San Diego          | 16                                             | 2                                              | 7                                              | 4                                              | 5                                              | 5                                              | 3                                              | 8                                              |
| Elvin Hayes, San Diego        | 21                                             | 4                                              | 9                                              | 3                                              | 3                                              | 5                                              | 0                                              | 11                                             |
| Jerry Sloan, Chicago          | 18                                             | 2                                              | 8                                              | 0                                              | 1                                              | 3                                              | 0                                              | 4                                              |
| Lenny Wilkens, Seattle        | 24                                             | 3                                              | 15                                             | 4                                              | 5                                              | 7                                              | 5                                              | 10                                             |
| Jeff Mullins, San Francisco   | 25                                             | 7                                              | 14                                             | 0                                              | 0                                              | 4                                              | 5                                              | 14                                             |
| Wilt Chamberlain, Los Angeles | 27                                             | 2                                              | 3                                              | 0                                              | 1                                              | 12                                             | 2                                              | 4                                              |
| Rudy LaRusso, San Francisco   | 18                                             | 3                                              | 6                                              | 0                                              | 0                                              | 6                                              | 2                                              | 6                                              |
| Dick Van Arsdale, Phoenix     | 10                                             | 2                                              | 4                                              | 0                                              | 0                                              | 1                                              | 0                                              | 4                                              |
| Lou Hudson, Atlanta           | 20                                             | 6                                              | 13                                             | 1                                              | 1                                              | 1                                              | 1                                              | 13                                             |
| Joe Caldwell, Atlanta         | 23                                             | 6                                              | 9                                              | 0                                              | 1                                              | 4                                              | 3                                              | 12                                             |
| Gail Goodrich, Phoenix        | 6                                              | 2                                              | 4                                              | 1                                              | 2                                              | 1                                              | 1                                              | 5                                              |
| Jerry West, Los Angeles       | Seleccionado, pero no jugó debido a una lesión | Seleccionado, pero no jugó debido a una lesión | Seleccionado, pero no jugó debido a una lesión | Seleccionado, pero no jugó debido a una lesión | Seleccionado, pero no jugó debido a una lesión | Seleccionado, pero no jugó debido a una lesión | Seleccionado, pero no jugó debido a una lesión | Seleccionado, pero no jugó debido a una lesión |
| Totales                       | 240                                            | 44                                             | 105                                            | 24                                             | 31                                             | 58                                             | 27                                             | 112                                            |

MIN: Minutos. TCA: Tiros de campo anotados. TCI: Tiros de campo intentados. TLA: Tiros libres anotados. TLI: Tiros libres intentados. REB: Rebotes. AST: Asistencias. PTS: Puntos

### Conferencia Este
| CONFERENCIA ESTE               |     |     |     |     |     |     |     |     |
| Jugador, Equipo                | MIN | TCA | TCI | TLA | TLI | REB | AST | PTS |
| John Havlicek, Boston          | 31  | 6   | 14  | 2   | 2   | 7   | 2   | 14  |
| Jerry Lucas, Cincinnati        | 17  | 2   | 5   | 4   | 5   | 6   | 1   | 8   |
| Bill Russell, Boston           | 28  | 1   | 4   | 1   | 2   | 6   | 3   | 3   |
| Oscar Robertson, Cincinnati    | 32  | 8   | 16  | 8   | 8   | 6   | 5   | 24  |
| Earl Monroe, Baltimore         | 27  | 6   | 15  | 9   | 12  | 4   | 4   | 21  |
| Gus Johnson, Baltimore         | 18  | 4   | 10  | 5   | 8   | 10  | 0   | 13  |
| Dave Bing, Detroit             | 13  | 1   | 3   | 1   | 1   | 0   | 3   | 3   |
| Billy Cunningham, Philadelphia | 22  | 5   | 10  | 0   | 0   | 5   | 1   | 10  |
| Willis Reed, New York          | 14  | 5   | 8   | 0   | 0   | 4   | 2   | 10  |
| Wes Unseld, Baltimore          | 14  | 5   | 7   | 1   | 3   | 8   | 1   | 11  |
| Hal Greer, Philadelphia        | 17  | 0   | 1   | 4   | 5   | 3   | 2   | 4   |
| Jon McGlocklin, Milwaukee      | 7   | 1   | 2   | 0   | 0   | 1   | 0   | 2   |
| Totales                        | 240 | 44  | 95  | 35  | 46  | 60  | 24  | 123 |

MIN: Minutos. TCA: Tiros de campo anotados. TCI: Tiros de campo intentados. TLA: Tiros libres anotados. TLI: Tiros libres intentados. REB: Rebotes. AST: Asistencias. PTS: Puntos